# برونو پرس
برونو دا سیلوا پرس (پرتغالی: Bruno da Silva Peres؛ زادهٔ ۱ مارس ۱۹۹۰) که عموماً با نام برونو پرس شناخته می‌شود، بازیکن فوتبال اهل برزیل است.
از باشگاه‌هایی که در آن بازی کرده‌است می‌توان به سانتوس، تورینو، رم و سائوپائولو اشاره کرد.